# سینه گا (بوکایا)
سینه گا (انگلیسی: Ciénega, Boyacá) نام یک منطقه مسکونی در کلمبیا است.